# Theo Harding
Pas d'image ? Cliquez ici

a Compétitions nationales et continentales officielles uniquement.

b Matchs officiels uniquement.
Charles Theodore « Theo » Harding, né le 27 mai 1860 à Rusholme (Lancashire) et mort le 13 juillet 1919 à Newport, est un joueur de rugby à XV international gallois. Il évolue au poste d'avant tant en sélection nationale qu'avec le club de Newport RFC. Harding est un sportif accompli, il est également le capitaine du Newport Hockey Club dans leur première saison en 1895-1896.

## Parcours rugbystique
Harding évolue avec le club de Newport. Il est le capitaine de l'équipe première lors des saisons 1887-1888 et 1888-1889. 
En décembre 1888, Harding affronte à deux reprises l'équipe des Māori de Nouvelle-Zélande de rugby à XV en tournée. Il honore sa première cape internationale quand il est retenu pour disputer le test-match avec le pays de Galles sous le capitanat de Frank Hill. Les Gallois l'emportent et Theo Harding est reconduit pour le match d'ouverture du championnat 1889, face aux Écossais.
Quatre jours après le test-match, le 26 décembre 1888, Harding conduit l'équipe de Newport contre les Māori, sans pouvoir compter sur la présence d'Arthur Gould. Les supporters de Newport ne sont pas très optimistes. Les Māoris l'emportent et inscrivent trois essais à zéro.
Après deux défaites lors des deux premiers matchs du Tournoi britannique de rugby à XV 1889 contre l'Écosse et l'Irlande, Harding est écarté et n'a plus l'occasion de connaître de nouvelle cape.

## Statistiques

### En club
Theo Harding dispute six saisons avec le Newport RFC au cours desquelles il joue 132 rencontres et marque 22 points.
| Saison    | Matchs | Pts | Essais | Transf. |
| 1883-1884 | 16     | 0   | 3      | -       |
| 1884-1885 | 26     | 2   | 3      | -       |
| 1885-1886 | 18     | 0   | 2      | -       |
| 1886-1887 | 23     | 3   | 5      | -       |
| 1887-1888 | 22     | 7   | 7      | -       |
| 1888-1889 | 27     | 10  | 5      | -       |
| Total     | 132    | 22  | 25     | -       |

### En équipe nationale
Theo Harding dispute trois matchs avec l'équipe du pays de Galles. Il participe à un tournoi britannique.
| Année | Compétition         | Matchs | Points | Essais |
| 1888  | Test match          | 1      | -      | -      |
| 1889  | Tournoi britannique | 2      | -      | -      |
| Total | Total               | 3      | -      | -      |